# 가스가촌 (미에현)
가스가촌(春日村)은 미에현 아야마군에 있던 촌이다. 현재 이가시 북동부, 간사이 본선 신도역 주변에 해당한다.

## 역사
- 1955년 1월 1일 - 니시쓰게촌, 미부노촌이 합병해 성립하였다.
- 1959년 4월 13일 - 야마다촌, 아와촌과 합병해 오야마다촌이 성립하여, 동일 가스가촌은 폐지되었다.

## 교통

### 철도
- 일본국유철도
  - 간사이 본선

## 참고문헌
- 角川日本地名大辞典 24 三重県